# Подизање звездане плиме
Подизање звездане плиме (енгл. Startide Rising) је научнофантастични роман Дејвида Брина из 1983. То је друга књига у серији од шест књига о тзв. „напредном универзуму“ који је осмислио сам писац (претходни роман је „Понирач у Сунце“, а следећи „Рат уздизања“). Роман је добио обе угледне жанровске награде: Хуга и Небулу.

## Радња
Време радње овог романа је смештено у будућности када су људи упознали друге разумне расе у свемиру и отпочели истраживање свемира. Људи су названи „самоникли“, што значи да су сами достигли разум. За разлику од њих, остале расе су биле „побољшане“ уз помоћ инжењеринга које су спровеле друге расе, тзв. „покровитељи“. Правило је да када једна раса „уздигне“ другу, та друга раса у знак захвалности мора да служи покровитељској раси договорени период. И сами људи су на тај начин постали покровитељи шимпанзама и делфинима којима су дали разум. Један истраживачки брод који је имао два циља, а то су да провери спретност делфина за свемирске летове и да истражи веродостојност „библиотеке“ (базе података коју користе све расе) чију су посаду чинили делфини, неколико људи и један шимпанза је открио огромну и напуштену флоту у удаљеном кутку свемира. За ово откриће су сазнале друге расе и напале су земаљски брод са циљем да га заробе очигледно желећи да добију податке. Брод је успео да избегне напад и спустио се на углавном водену и мистериозну планету скривајући се у дубинама ванземаљског океана. Док необична посада покушава да нађе начин да оправи оштећени брод и спасе се од непријатељских ванземаљаца, над воденом планетом се одвија рат између више раса које очајнички желе прве да дођу до података Земљана. Земљани ни сами не знају до каквих су открића дошли, али имају представу да су она у вези са легендама о „праоцима“ свих раса. Научници са брода покушавају да одгонетну мистерију, али и да проуче планету на којој се налазе, а која нуди веома необичне тајне. При томе настају разни проблеми, између осталог и незадовољство и бунт појединих чланова делфинске посаде...

## Цитати
Згодно речено. И ја мислим да је то само део увода у уништење Земљана. Старије покровитељске расе их сматрају за претњу. Самоникли су, и зато опасни. Проповедају превратничке идеје о уздизању... што је још опасније. Савезници су са Тимбримима, што је неопростива увреда. И стичу присталице - а то је ограничење које се не може превидети

## Екологија
Аутор је написао и своју критику овог дела и занимљиво је да, између осталог, апелује на свест читалаца (јавности) да не уништавају животињски свет управо због тога што ће можда једног дана неке врсте еволуирати до свесних форми и постати равноправни партнери људском роду. Иначе се на неколико места у роману потеже (морално) питање односа људи према животињама. Занимљиво је да је име једног од делфинских ликова Акеакамаи, у част стварног делфина кога је Луис Херман проучавао у циљу упознавања комуникације међу животињама.

## Филмска верзија
Филм који би режирао Trevor Sands, базиран на књизи, се припрема у продукцији Mace Neufeld Productions. Носио би исти наслов. Међутим, режисер је изјавио да договор није постигнут и да се снимање филма одлаже.

## Преводи
- бугарски: „Звездна вълна се надига“, („Подизање звездане плиме“) 1994.
- фински: „Tähtisumu täyttyy“ („Препуњена небула“), 1987.
- француски: „Marée stellaire“ („Звездана плима“), 1998, 2001.
- немачки: „Sternenflut“ („Звездана плима“), 1985, 1993, 2000.
- италијански: „Le maree di Kithrup“ („Плима Китрупа“), 1985.
- пољски: „Gwiezdny przypływ“ („Звездана плима“), 1997.
- руски: „Звёздный прилив“ („Звездана плима“), 1995, 1998, 2002.
- шпански: „Marea estelar“ („Звездана плима“), 1986.
- шведски: „Vid stjärnhavets strand“ („На плажи звезданог мора“), 1990.